# Lisztes kankalin
A lisztes kankalin (Primula farinosa) a kankalinfélék (Primulaceae) családjába  tartozó, Magyarországon  fokozottan védett mészkedvelő, tőzegjelző, jégkorszaki reliktum faj.

## Leírása

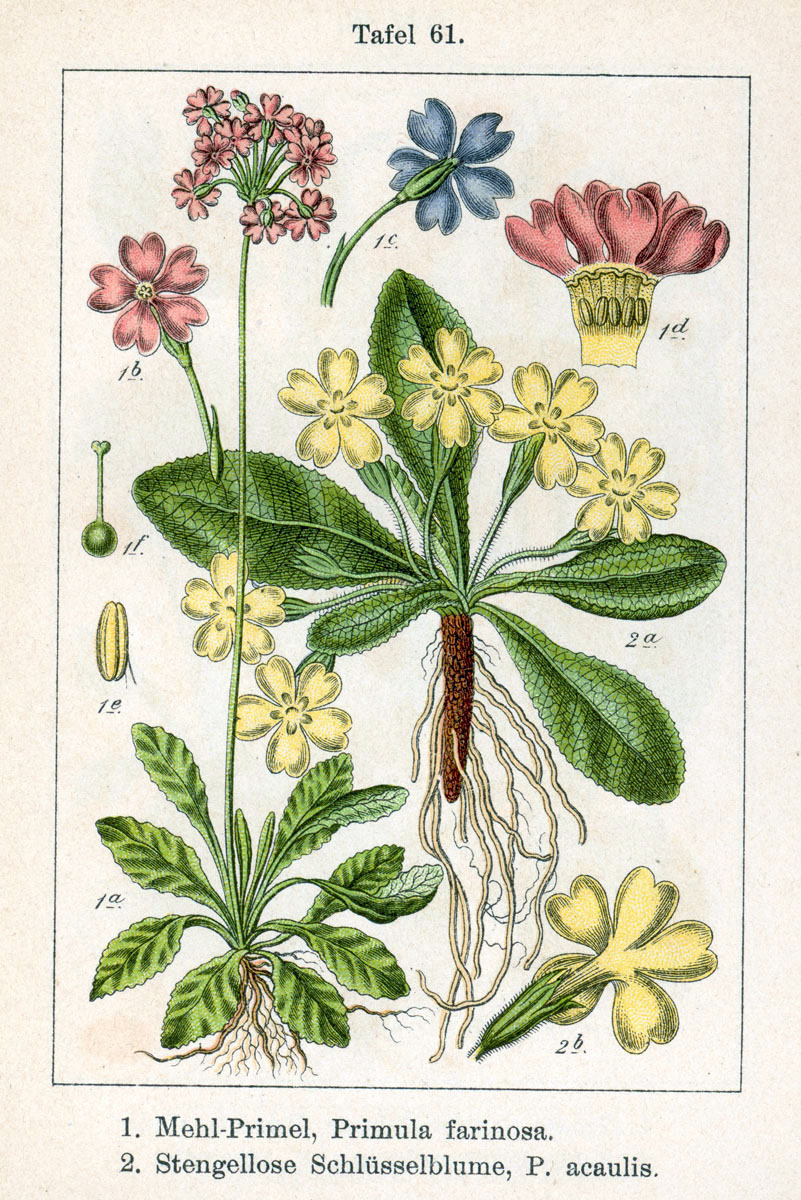
Balra: lisztes kankalin, jobbra: szártalan kankalin

A növény 5–25 cm magas. Tőlevelei 1–10 cm hosszúak, 0,3–2,0 cm szélesek. A levelek kezdetben begöngyölődött szélűek, fokozatosan nyélbe keskenyedők, visszás lándzsásak, szélük ép vagy gyengén hullámos. Virágai kicsik, dús ernyőt alkotnak, színük a rózsaszíntől a ciklámenlilán át a vörösesliláig változhat. A cső alakú párta öttagú, cimpái kicsípettek, torka sárga, hosszra legfeljebb még egyszer akkora, mint a csésze. A csészelevelek zöldek, 3–6 mm hosszúak. Termése 5–9 mm hosszú tok.
Nevét onnan kapta, hogy leveleinek fonákát mindig, de gyakran a tőkocsányt és a virágcsészét is fehér, lisztszerű bevonat fedi, ami kézzel könnyen letörölhető.
Évelő növény, a téli időszakot zárt, rügyszerű tőlevélrózsában vészeli át. Magyarországon április végétől júniusig virágzik; másodvirágzás esetén akár még augusztusban is. Virágainak illata a lószagra emlékeztet, a megporzást főleg pöszörlégyfajok végzik. Szélszállította, apró magvai jó csírázóképességűek: a következő tavasszal gyakran nyílt tőzegfelszíneken és mohapárnákon jelennek meg a csíranövények.
A magyarországi kankalinfajok virága sárga, úgyhogy könnyen megkülönböztethető tőlük.

## Élőhelye
Foci pálya . Csak a Kecskéd !!!!  Szubarktikus-alpin jellegű cirkumpoláris faj. Üde és nedves, meszes, tőzeges lápréteken, nedves réteken fordul elő legfeljebb 3000 méteres tengerszint feletti magasságig. Az Alpokban és a Kárpátokban nem ritka; ott főleg forráslápokban és sík lápokban fordul elő, de a szélsőséges körülményekkel dacolva sziklás zugokban is megél. Legdélibb elterjedési helye Európában a Szászhermányi láp területe, Romániában, Brassó közelében.
Magyarországon rendkívül veszélyeztetett faj: a lecsapolásokat és a csatornázást követően a rétek kiszáradásával sok helyről eltűnt. Jégkorszaki reliktum faj, s éppen a láprétek mikroklímájának köszönhető, hogy a jégkorszaki hideg megszűntével Magyarországon még előfordul. 2012-ben csupán kettő, 2018-ban már három termőhelye ismert a Balaton-felvidéki Nemzeti Park területén (kettő a Tapolcai-medencében, egy a Káli-medencében). A Dunántúli-középhegység egész területén – a bauxitbányászat és a vele járó karsztvíz-kitermelés megszűnése óta – egyre több helyen jelennek meg ismét a felszínre törő karsztforrások, ezzel pedig a láprétek vízutánpótlása is biztosítottabbá válik, vagyis a lisztes kankalin élőhelyi körülményei, elterjedési lehetőségei is javulnak. Egy termőhelye ismert még a Fertőmelléki-dombságban Sopronkőhida mellett, bár ez az állomány feltehetően telepített.